# + (альбом)
+ (произносится «plus») — дебютный студийный альбом британского автора-исполнителя Эда Ширана, выпущенный Atlantic Records и Asylum Records 9 сентября 2011 года. Альбом является коммерческим прорывом Ширана, прежде выпустившего 5 независимых EP. Джейк Гослинг спродюсировал бо́льшую часть альбома совместно с американским хип-хоп продюсером No I.D.
Интерес средств массовой информации, окружающих «+», существенно разжигался его предшествующими синглами «The A Team» и «You Need Me, I Don’t Need You», которые заняли 3 и 4 позиции в UK Singles Chart соответственно. «Lego House» был выпущен 11 ноября 2011 года как третий сингл альбома и перенял успех чарта своего предшественника, занимавшего 5 позицию в Соединённом Королевстве. Три последующих сингла — «Drunk», «Small Bump», и «Give Me Love» — были выпущены через год и входили в топ-25 UK Singles Chart.
Большинство музыкальных критиков встретили альбом положительными отзывами. После релиза + лидировал в UK Albums Chart с первой недели продаж, превышающих 102000 копий. Альбом хорошо зарекомендовал себя на американском Billboard 200, заняв 5 позицию и продав 42000 копий. Альбом стал самым успешным дебютом для первого студийного альбома британского артиста в США со времён альбома I Dreamed a Dream Сьюзан Бойл в 2009 году. + является шестым самым продаваемым альбомом десятилетия в Великобритании.

## Музыка
+ является результатом влияния хип-хоп дуэта Nizlopi и популярного ирландского певца Дэмиена Райса, вдохновивших Ширана на написание альбома. На протяжении всей записи Ширан использует маленькую акустическую гитару и поёт акапельно. The Daily Telegraph отметили, что лиричность песен основывается на вещах, которыми Ширан дорожит в жизни, выступая в «мягкой манере и с гибким голосом» в стиле хип-хоп.

## Реакция критиков
| Совокупная оценка       | Совокупная оценка                                                        |
| Источник                | Оценка                                                                   |
| ----------------------- | ------------------------------------------------------------------------ |
| Metacritic              | 67/100                                                                   |
| Оценки критиков         |                                                                          |
| Источник                | Оценка                                                                   |
| AllMusic                | [ 2 ]                                                                    |
| The Daily Telegraph     | [ 3 ]                                                                    |
| Entertainment Weekly    | B-                                                                       |
| The Guardian            | [ 5 ]                                                                    |
| The Independent         | [ 6 ]                                                                    |
| London Evening Standard | [ 7 ]                                                                    |
| NME                     | 4/10                                                                     |
| The Observer            | [ 9 ]                                                                    |
| The Scotsman            | 2 из 5 звёзд · 2 из 5 звёзд · 2 из 5 звёзд · 2 из 5 звёзд · 2 из 5 звёзд |
| State                   | [ 10 ]                                                                   |

Альбом получил смешанные и положительные отзывы критиков. На сайте Metacritic, который присваивает нормализованный рейтинг из 100 рецензиям основных критиков, альбом получил средний балл 67, основанный на 9 рецензиях, что указывает на «в целом благоприятные отзывы». Энди Гилл из The Independent дал альбому четыре звезды из пяти, обнаружив, что Ширан был прав, следуя своему чутью.
Алекс Петридис из The Guardian дал альбому три звезды из пяти, написав, что лиризм таких треков, как «Wake Me Up», слабым, но заявил, что помимо его подростковой привлекательности, сила Ширана в его мелодических способностях. Джон О’Брайен из AllMusic обнаружил, что Ширан не смог "извлечь выгоду из своей уникальной манеры исполнения, заявив: Действительно, неожиданный чрезвычайно популярный отклик на сингл «The A Team», болезненно нежный рассказ о проститутке, зависимой от героина похоже, сбил его с курса, так как он не отходит от урбанистического направления, которое отличало его от его современников.
Натали Шоу из BBC Music дала альбому неоднозначную оценку, назвав альбом временами не по годам развитым и самореферентным, в качестве примера был указан трек «You Need Me, I Don’t Need You». Однако, напротив, она сочла «Drunk» милым, сочла «Grade 8» выдающимся треком и положительно прокомментировала припев трека «The City». В заключение Шоу заявила: альбом даст бешеным фанатам Ширана много поводов для любви, но это также сделает его лёгкой мишенью для критиков, жаждущих новых направлений в поп-музыке, поскольку альбом не в состоянии по-настоящему объединить любовь человека к фолку и рэпу. Если он откажется от своих баллад и перестанет выпендриваться, Ширан вполне может стать успешным.
Джон Льюис из газеты Metro дал альбому неоднозначный отзыв. Он заявил, что Ширан проявляет себя наилучшим образом, когда сочетает в себе оба мира. Аккомпанируя себе на акустической гитаре, его романтичные баллады внезапно превращаются в многословные, ритмически сложные рифмы, которые демонстрируют всю его словесную ловкость. Эмили Маккей из NME поставила альбому четыре оценки из десяти, поставив под сомнение его подлинность как музыканта. Она писала: У него есть штрихи городского стиля с неубедительными ритмами хип-хопа и эмоциями бойбэнда. Она завершила свой обзор, отметив, что здесь мало что отличается от тех трип-хоп балладистов, которыми изобиловали 90-е.

## Коммерческий успех
В Соединённом Королевстве отчёты о продажах в середине недели показали, что + попал в верхнюю часть хит-парада британских альбомов, хотя Digital Spy и сообщил, что он по-прежнему сталкивается с конкуренцией с альбомом Лоры Марлинг A Creature I Don’t Know. + дебютировал в UK Albums Chart 18 сентября 2011 года и в течение первой недели было продано 102 000 экземпляров. После того, как альбом попал в чарты, Ширан в Twitter поблагодарил своих поклонников и выложил ссылку на скачивание бесплатного EP. Мини-альбом включал три трека: «Fire Alarms», «She» и ремикс на сингл «You Need Me, I Do not Need You». К концу 2011 года альбом был сертифицирован как Triple Platinum, что свидетельствует о продажах более 900 000 экземпляров. По состоянию на июнь 2015 года альбом был продан в Великобритании в количестве 1 958 000 копий, что сделало его шестым бестселлером 2010 года и самым продаваемым альбомом XXI века. + более чем 200 недель был в UK Albums Chart, что делает его также одним из самых долгоживущих альбомов в истории британских чартов.
В Ирландии альбом включался в топ-10 непрерывно с 2011 по 2017 год. В Австралии альбом дебютировал 31 октября 2011 года под номером 41 в чарте альбомов ARIA, достигнув первого места 13 августа 2012 года. Альбом был сертифицирован Австралийской ассоциацией звукозаписывающих компаний (ARIA) как Triple Platinum. К январю 2013 года альбом провёл 65 недель подряд в чарте альбомов ARIA и всё ещё находился в Top 5. В Новой Зеландии альбом дебютировал под номером 34 и через 54 недели возглавил чарты. В Соединенных Штатах + дебютировал под номером пять в Billboard 200, будучи распродан за первую неделю в количестве 42 000 единиц. По состоянию на март 2017 года в США + продано 1,21 миллиона экземпляров.

## Список композиций
| №                   | Название                                                           | Автор(ы)                              | Producer(s)                    | Длительность |
| ------------------- | ------------------------------------------------------------------ | ------------------------------------- | ------------------------------ | ------------ |
| 1.                  | «The A Team»                                                       | Ed Sheeran                            | Jake Gosling Sheeran           | 4:18         |
| 2.                  | «Drunk»                                                            | Sheeran Gosling                       | Gosling Sheeran                | 3:20         |
| 3.                  | «U.N.I.»                                                           | Sheeran Gosling                       | Gosling Sheeran                | 3:48         |
| 4.                  | «Grade 8»                                                          | Sheeran Robert Conlon Sukhdeep Uppall | Gosling Sheeran Charlie Hugall | 2:59         |
| 5.                  | «Wake Me Up»                                                       | Sheeran Gosling                       | Gosling Sheeran                | 3:49         |
| 6.                  | «Small Bump»                                                       | Sheeran                               | Gosling Sheeran                | 4:19         |
| 7.                  | «This»                                                             | Sheeran Gordon Mills Jr.              | Gosling Sheeran                | 3:15         |
| 8.                  | «The City»                                                         | Sheeran Gosling                       | Gosling Sheeran                | 3:54         |
| 9.                  | «Lego House»                                                       | Sheeran Gosling Chris Leonard         | Gosling Sheeran                | 3:05         |
| 10.                 | «You Need Me, I Don't Need You»                                    | Sheeran                               | Gosling Hugall Sheeran         | 3:40         |
| 11.                 | «Kiss Me»                                                          | Sheeran Justin Franks Julie Frost     | Sheeran No I.D.                | 4:40         |
| 12.                 | «Give Me Love» (followed by the hidden track, "The Parting Glass") | Sheeran Gosling Leonard               | Gosling Sheeran                | 8:46         |
| Общая длительность: | Общая длительность:                                                | Общая длительность:                   | Общая длительность:            | 49:53        |

| №                   | Название            | Автор(ы)            | Producer(s)         | Длительность |
| ------------------- | ------------------- | ------------------- | ------------------- | ------------ |
| 13.                 | «Autumn Leaves»     | Sheeran Gosling     | Gosling Sheeran     | 3:20         |
| 14.                 | «Little Bird»       | Sheeran             | Gosling Sheeran     | 3:44         |
| 15.                 | «Gold Rush»         | Sheeran Amy Wadge   | Gosling Sheeran     | 4:03         |
| 16.                 | «Sunburn»           | Sheeran             | Gosling Sheeran     | 4:35         |
| Общая длительность: | Общая длительность: | Общая длительность: | Общая длительность: | 65:35        |

| №   | Название                        | Длительность |
| --- | ------------------------------- | ------------ |
| 17. | «The A Team» (acoustic version) | 4:01         |

| №   | Название                   | Длительность |
| --- | -------------------------- | ------------ |
| 17. | «Sofa»                     | 3:19         |
| 18. | «Homeless»                 | 3:30         |
| 19. | «Lego House» (music video) | 4:05         |

| №   | Название                        | Длительность |
| --- | ------------------------------- | ------------ |
| 1.  | «Grade 8»                       |              |
| 2.  | «The City»                      |              |
| 3.  | «U.N.I.»                        |              |
| 4.  | «Homeless»                      |              |
| 5.  | «Drunk»                         |              |
| 6.  | «Small Bump»                    |              |
| 7.  | «Lego House»                    |              |
| 8.  | «Kiss Me»                       |              |
| 9.  | «Wake Me Up»                    |              |
| 10. | «The A Team»                    |              |
| 11. | «Give Me Love»                  |              |
| 12. | «You Need Me, I Don't Need You» |              |

## Участники записи
Список взят с Allmusic и буклетов к +.
- Эд Ширан — битбокс, акустическая гитара, бас-гитара, электрогитара, хлопки, перкуссия, фортепиано, продюсер, вокал и фоновый вокал для «Give Me Love»
- Джейк Гослинг — ударная установка, звукорежиссёр, хлопки, клавишные, микшер, фортепиано, продюсер, программирование, струнный оркестр, струнные, смешение вокала, вокал (фоновый) для"Give Me Love"
- Крис Леонард — бас, гитара (акустика), гитара (бас), гитара (электрическая), хлопки, вокал (фоновый) для «Give Me Love»
- Бен Кук — исполнительный продюсер
- Эд Ховард — исполнительный продюсер
- Шарли Хьюгэлл — дополнительная продукция, драм, инженер, микс, перкуссия, продюсер
- No I.D. — продюсер, программа
- Стюарт Кэмп — менеджмент
- Салли Хэрберт — струнный оркестр
- Луиза Фюллер — скрипка
- Оли Лэнгфорд — скрипка
- Джон Мэткалф — скрипка
- Том Гринвуд — фортепиано
- Крис Уорси — виолончель
- Бен Холлингсворт — драм
- Дингл Лаа — треугольник
- Эдд Хартвелл — ассистент
- Руадри Кушнан — микс
- Роб Кинаэльски — инженер, микс
- Гай Мэсси — инженер, микс
- Марко Мартини — ассистент
- Грант Ролинсон — ассистент
- Анна Угарте — ассистент
- Кристиан Райт — мастеринг
- Филип Бута — иллюстрации
- Леддра Чапман — бэк-вокал для «U.N.I.»

## Чарты

### Недельные чарты
| Чарт (2011-17)                      | Высшая позиция |
| ----------------------------------- | -------------- |
| Австралия (ARIA)                    | 1              |
| Австрия (Ö3 Austria)                | 21             |
| Бельгия/Фландрия (Ultratop)         | 9              |
| Бельгия/Валлония (Ultratop)         | 38             |
| Канада (Canadian Albums Chart)      | 5              |
| Чехия (ČNS IFPI)                    | 60             |
| Дания (Hitlisten)                   | 13             |
| Нидерланды (Album Top 100)          | 8              |
| Финляндия (Suomen virallinen lista) | 34             |
| Франция (SNEP)                      | 44             |
| Германия (Offizielle Top 100)       | 12             |
| Ирландия (IRMA)                     | 1              |
| Италия (Classifica album)           | 28             |
| Japanese Albums (Oricon)            | 75             |
| Мексика (Top 100 Mexico)            | 61             |
| Новая Зеландия (RMNZ)               | 1              |
| Норвегия (VG-lista)                 | 11             |
| Польша (ZPAV)                       | 40             |
| Шотландия (Scottish Albums Chart)   | 1              |
| Испания (PROMUSICAE)                | 59             |
| Швеция (Sverigetopplistan)          | 19             |
| Швейцария (Schweizer Hitparade)     | 2              |
| Великобритания (UK Albums Chart)    | 1              |
| США (Billboard 200)                 | 5              |
| США (Billboard Folk Albums)         | 1              |
| США (Billboard Top Rock Albums)     | 2              |

| Чарт (2011)                        | Позиция |
| ---------------------------------- | ------- |
| Australian Albums (ARIA)           | 58      |
| Irish Albums (IRMA)                | 19      |
| UK Albums (OCC)                    | 9       |
| Чарт (2012)                        | Позиция |
| Australian Albums (ARIA)           | 5       |
| Belgian Albums (Ultratop Flanders) | 50      |
| Canadian Albums (Billboard)        | 48      |
| Dutch Albums (MegaCharts)          | 22      |
| Irish Albums (IRMA)                | 3       |
| New Zealand Albums (RMNZ)          | 2       |
| Swiss Albums (Schweizer Hitparade) | 54      |
| UK Albums (OCC)                    | 3       |
| US Billboard 200                   | 136     |
| US Folk Albums (Billboard)         | 7       |
| US Rock Albums (Billboard)         | 37      |
| Чарт (2013)                        | Позиция |
| Australian Albums (ARIA)           | 12      |
| Belgian Albums (Ultratop Flanders) | 99      |
| Dutch Albums (MegaCharts)          | 53      |
| Irish Albums (IRMA)                | 17      |
| New Zealand Albums (RMNZ)          | 6       |
| UK Albums (OCC)                    | 47      |
| US Billboard 200                   | 46      |
| US Folk Albums (Billboard)         | 3       |
| US Rock Albums (Billboard)         | 8       |
| Чарт (2014)                        | Позиция |
| Australian Albums (ARIA)           | 38      |
| Dutch Albums (MegaCharts)          | 71      |
| New Zealand Albums (RMNZ)          | 17      |
| Swedish Albums (Sverigetopplistan) | 31      |
| UK Albums (OCC)                    | 51      |
| US Billboard 200                   | 122     |
| Чарт (2015)                        | Позиция |
| Australian Albums (ARIA)           | 30      |
| Danish Albums (Hitlisten)          | 50      |
| Irish Albums (IRMA)                | 20      |
| New Zealand Albums (RMNZ)          | 23      |
| Swedish Albums (Sverigetopplistan) | 46      |
| UK Albums (OCC)                    | 38      |
| US Billboard 200                   | 59      |
| Чарт (2016)                        | Позиция |
| Danish Albums (Hitlisten)          | 65      |
| Swedish Albums (Sverigetopplistan) | 76      |

## Сертификации
| Регион | Сертификация  | Продажи    |
| --- | ------------- | ---------- |
| Австралия (ARIA) | Бриллиантовый | 500 000    |
| Австрия (IFPI Austria) | Золотой       | 10 000*    |
| Канада (Music Canada) | 4× Платиновый | 320 000^   |
| Дания (IFPI Danmark) | 3× Платиновый | 60 000     |
| Франция (SNEP) | Золотой       | 50 000*    |
| Германия (BVMI) | Платиновый    | 200 000^   |
| Ирландия (IRMA) | 6× Платиновый | 90 000^    |
| Италия (FIMI) | Платиновый    | 50 000     |
| Новая Зеландия (RMNZ) | 7× Платиновый | 105 000^   |
| Польша (ZPAV) | 2× Платиновый | 40 000     |
| Сингапур (RIAS) | Платиновый    | 10 000*    |
| Швеция (GLF) | Платиновый    | 40 000     |
| Швейцария (IFPI Switzerland) | Золотой       | 15 000^    |
| Великобритания (BPI) | 9× Платиновый | 2,729,644  |
| США (RIAA) | 3× Платиновый | 3 000 000  |
| Итого |               |            |
| Европа (IFPI) | 2× Платиновый | 2 000 000* |
| Мир | —             | 4,000,000  |
| * Данные о продажах приведены только на основе сертификации. · ^ Данные о тиражах приведены только на основе сертификации. · Данные о продажах + прослушиваниях приведены только на основе сертификации. |               |            |

## История релизов
| Регион         | Дата              | Формат(ы)                                            | Лейбл                           |
| -------------- | ----------------- | ---------------------------------------------------- | ------------------------------- |
| Ireland        | 9 September 2011  | CD digital download (standard, deluxe)               | Asylum Records Atlantic Records |
| United Kingdom | 12 September 2011 | CD digital download (standard, deluxe) LP (standard) | Asylum Records Atlantic Records |
| Japan          | 13 September 2011 | CD digital download (standard, special)              | Warner Music                    |
| Australia      | 23 September 2011 | CD digital download                                  | Warner Music                    |
| Netherlands    | 18 November 2011  | CD digital download                                  | Warner Music                    |
| Switzerland    | 13 January 2012   | CD digital download                                  | Warner Music                    |
| Poland         | 16 January 2012   | CD digital download                                  | Warner Music                    |
| Germany        | 10 February 2012  | CD digital download                                  | Warner Music                    |
| Argentina      | 15 May 2012       | CD digital download                                  | Warner Music                    |
| United States  | 12 June 2012      | CD digital download                                  | Elektra Records                 |